# Favartia levicula
Favartia (Favartia) levicula là một loài ốc biển, là động vật thân mềm chân bụng sống ở biển thuộc họ Muricidae, họ ốc gai.

## Miêu tả
Vỏ ốc có kích cỡ khoảng 18 mm

## Phân bố
Loài này phân bố ở Vịnh Mexico, Biển Caribe và ở Đại Tây Dương từ North Carolina tới Florida.